# Mathematica Moravica
Mathematica Moravica је међународни научни часопис који публикује оригиналне научне резултате у областима математичких наука, примењене математике и теоријског рачунарства.

## О часопису
Часопис је посвећен објављивању научних радова који представљају најновија истраживања и резултате у областима математичких наука, примењене математике и теоријског рачунарства. Научни радови се селектују кроз процес рецензије да би се обезбедила оригиналност, релевантност и потребан квалитет.  Мathematica Moravica омогућава бесплатан приступ свим садржајима, а штампана издања часописа се размењују са више од педесет научних часописа из земље и света.

### Историјат
Први број часописа Mathematica Moravica изашао је 1997. године и од тада се непрекидно публикује.

### Периодичност излажења
Од 2008. године часопис се публикује са једним бројем годишње у оквиру кога се штампају две свеске. 

### Издавач
Факултет техничких наука у Чачку, Универзитет у Крагујевцу.

## Уредници

### Главни уредник
- Малиша Жижовић (1997-)

### Придружени уредник
- Нада Дамљановић (2017-)

### Уреднички одбор
Уреднички одбор часописа чине еминентни експерти са водећих светских и домаћих институција.

## Теме
- Часопис публикује радове из актуелних тема у области математичких наука које су у домену специјализације уредника часописа
- Радови који се односе на примене ограничени су на оне који садрже значајан третман математике, а не рутинске примене математике
- Радови у области теоријског рачунарства односе се на развој математичких метода у компјутерским наукама

## Електронски облик часописа
Електронски облик часописа, као и целокупна архива свих претходних бројева, доступни су на званичној веб страници часописа.

## Индексирање у базама података
- MathSciNet
- Zentralblatt MATH
- Српски цитатни индекс[3]

## Часопис у библиотекама Србије
Подаци о доступности часописа у библиотекама Србије доступни су преко узајамног каталога Виртуелне библиотеке Србије.